# 冠县站
冠县站，位于中华人民共和国山东省聊城市冠县，是邯济铁路上的火车站，建于1999年，由中国铁路北京局集团管辖。2014年12月10日邯济铁路开通客运业务，但本站客运业务直至2023年12月30日才正式开通。

## 歷史
- 建于1999年。
- 2022年7月，正式启动冠县站客运改造工程，新建站房综合楼及站台雨棚。2023年12月30日，冠县站客运业务正式开通[3]。

## 旅客列车目的地
| 列车所属路局 | 目的地                       |
| ------------ | ---------------------------- |
| 北京局集团   | 石家庄、青岛北、秦皇岛、杭州 |

## 車站周邊
- 休闲庄园大酒店
- 中国邮政储蓄银行冠县北环路支行
- 冠县汽车站
- 山东工农电子商务产业园
- 中国农业银行东风路分理处
- 山东宝信物流园
- 中国农业银行红旗北路办事处营业厅
- 冠县财政局
- 冠县民营经济发展局

## 外部連結
- 中国铁路客户服务中心 （页面存档备份，存于）